# 1492: Conquest of Paradise
1492: Conquest of Paradise é um filme de aventura/drama épico europeu de 1992 dirigido por Ridley Scott e escrito por Roselyne Bosch, que conta a história da descoberta do Novo Mundo pelo explorador genovês Cristóvão Colombo (Gérard Depardieu) e o efeito que isso teve sobre os povos ameríndios.
O filme foi lançado pela Paramount para celebrar o 500º aniversário da viagem de Colombo.

## Sinopse
O filme narra a história do navegador Cristovão Colombo. Além de contar os fatos marcantes do descobrimento da América, o diretor mostra Colombo como alguém que está realizando algo grandioso, cumprindo um ritual digno de herói, com um final inusitado. Como, se ele terminou esquecido e foi seu filho que escrevendo uma biografia coloca seu pai no seu verdadeiro lugar na história.

## Elenco
- Gérard Depardieu como Cristóvão Colombo
- Armand Assante como Gabriel Sánchez
- Sigourney Weaver como Rainha Isabel
- Loren Dean como Fernando Colombo
- Ángela Molina como Beatriz Enríquez de Arana
- Fernando Rey como Marchena
- Michael Wincott como Adrián de Moxica
- Tchéky Karyo como Martín Alonso Pinzón
- Kevin DunncomoCapitão Méndez
- Frank Langella como Luis de Santángel
- Mark Margolis como Francisco de Bobadilla
- Kario Salem como Arojaz
- Billy L. Sullivan como Jovem Fernando Colombo
- John Heffernan como Frade Buyl
- Arnold Vosloo como Hernando de Guevara
- Steven Waddington como Bartolomeu Colombo
- Fernando Guillén Cuervo como Giacomo Columbus
- José Luis Ferrer como Alonso de Bolaños
- Bercelio Moya como Utapán
- Juan Diego Botto como Diogo Colombo
- Achero Mañas como Menino do navio
- Fernando García Rimada como Rei Fernando V
- Albert Vidal como Hernando de Talavera
- Isabel Prinz como Dueña
- Jack Taylor como De Vicuña
- Ángela Rosal como esposa de Pinzón
- Silvia Montero como filha de Pinzón (sem créditos)

## Música
O renomado compositor grego Vangelis compôs a trilha sonora. O seu tema principal, Conquest of Paradise, foi usado pelo ex-Primeiro-Ministro Português António Guterres na sua primeira eleição em 1995 tendo sido periodicamente usado como hino não oficial do Partido Socialista Português desde então. O tema também é usado na linha de partida de o Ultra-Trail du Mont-Blanc ultramaratona.
Outros usos incluem o tema da  Crusaders, uma das equipes da Nova Zelândia no Super 15 Rugby, enquanto os jogadores entram no campo, muitas vezes acompanhados por atores vestidos de cavaleiros montados a cavalo, e a equipe de rugby league Wigan Warriors que jogam na Super League, bem como sendo tocada antes do início de cada jogo no torneio de 2010 ICC World Twenty20 de críquete, bem como o da Copa do Mundo de Críquete de 2011. Nestes eventos o tema foi tocado direto antes dos hinos nacionais dos dois países concorrentes, equanto bandeiras das duas nações são levadas no campo, acompanhadas pelos jogadores das duas equipes. O boxeador alemão Henry Maske (ex-campeão mundial IBF, na categoria dos meio-pesados) usou o tema principal como seu tema oficial entrada durante a sua carreira profissional.
Apesar do fracasso de vendas do filme nos Estados Unidos, o seu álbum de filme representa um sucesso mundial.

## Lançamento e recepção

### Bilheteria
1492: Conquest of Paradise estreou nos cinemas em 9 de outubro de 1992. Ele foi classificado PG-13 nos Estados Unidos, devido à violência e brutalidade. O filme não foi um sucesso, estreando em No. 7, e, finalmente, bilheteria muito abaixo do seu orçamento de US$ 47 milhões.

### Crítica
No geral, o filme recebeu críticas mistas, com a revisão agregador Rotten Tomatoes dando ao filme um "podre" classificação de 39% com base em 17 comentários. No entanto, respeitado crítico de cinema Roger Ebert disse em sua crítica que o filme foi satisfatório, afirmando que "Depardieu empresta gravidade, as performances de apoio são convincentes, os locais são realistas, e somos inspirados a refletir que, de fato, ter uma certa coragem para velejar em nada só porque uma laranja era redonda".
O filme foi acusado de promover a lenda negra espanhola.